# Kalliomaa
Kalliomaa este o arie protejată (arie specială de conservare — SAC, sit de importanță comunitară — SCI) din Finlanda întinsă pe o suprafață de 132 ha, integral pe uscat.

## Localizare
Centrul sitului Kalliomaa este situat la coordonatele 64°58′11″N 26°36′09″E / 64.9697°N 26.6025°E.

## Înființare
Situl Kalliomaa a fost declarat sit de importanță comunitară în mai 2002 pentru a proteja un număr necunoscut de specii din flora spontană și fauna sălbatică aflate în arealul zonei. Situl a fost protejat și ca arie specială de conservare în aprilie 2015.

## Biodiversitate
Situată în ecoregiunea boreală, aria protejată conține 6 habitate naturale: Izvoare petrifiante cu formare de travertin (Cratoneurion), Mlaștini alcaline, Turbării Aapa, Taiga vestică, Păduri fino-scandinave bogate în ierburi cu Picea abies, Mlaștini împădurite.
La baza desemnării sitului se află un număr nedeclarat de specii protejate.
Pe lângă speciile protejate, pe teritoriul sitului au mai fost identificate 15 specii de plante, 2 specii de pești.